# 许永锞
许永锞（1967年11月—），男，汉族，广东潮州人，中国共产党党员，中华人民共和国政治人物。現任中共广西壮族自治区党委常委、广西壮族自治区人民政府常务副主席。

## 生平
许永锞早年在北京大学地球物理系天气动力学专业学习，毕业后回到广东省，长期在气象部门任职，先后在广州中心气象台、清远市气象局、广州市气象局出任要职。2011年至2016年，任广东省气象局党组书记、局长。
2016年至2019年12月，任广东省水利厅党组书记、厅长。2019年12月，许永锞跨省出任广西壮族自治区钦州市委书记。2021年11月，当选为中共广西壮族自治区党委常委。同年12月，卸任中共钦州市委书记。2022年1月接替因工作變動需辭去職位的黄世勇，擔任廣西壯族自治區人民政府副主席。2024年4月，接替调入中央的蔡丽新，出任廣西壯族自治區人民政府常务副主席。